# Vessey (Manche)
Vessey est une ancienne commune française du département de la Manche et de la région Normandie, devenue le 1er janvier 2016 une commune déléguée au sein de la commune nouvelle de Pontorson.
Elle est peuplée de 383 habitants.

## Géographie
Les principaux lieux-dits sont Ballant, le Bois Bourdin, la Bourdinière.
| Pontorson       | Macey, La Croix-Avranchin | Villiers-le-Pré |
| Aucey-la-Plaine | Vessey                    | Argouges        |
| Sacey           | Sacey, Montanel           | Montanel        |

## Toponymie
Le nom de la localité est attesté sous les formes Vexe entre 1120 et 1133, Vesseio en 1158.
Le gentilé est Vesséen.

## Histoire
Le château des seigneurs Wessy était situé sur une terre nommée actuellement le Grand Jardin[réf. nécessaire].
Un Yves de Vesci et Robert de Veci furent au côté de Guillaume le Conquérant à Hastings en 1066, lors de la conquête de l'Angleterre. Ce Robert c'est vu doté de nombreuses attributions de terres en Angleterre comme le confirme le Domesday Book.
Bertrand de Verdun, qui tenait un fief à Vessey, accompagna Richard Cœur de Lion à la troisième croisade et fut garde du corps de la reine Bérengère. Il fut nommé gouverneur de Saint-Jean d'Acre.
De 1973 à 1979, Vessey s'est associée avec la commune de Macey.

## Politique et administration
| Période                                  | Période    | Identité          | Étiquette | Qualité            |
| ---------------------------------------- | ---------- | ----------------- | --------- | ------------------ |
| 1973                                     | mars 2001  | Louis Desgranges  | SE        |                    |
| mars 2001                                | avril 2015 | François Letemplé | SE        |                    |
| juin 2015                                | En cours   | Rachelle Trincot  | SE        | Retraitée agricole |
| Les données manquantes sont à compléter. |            |                   |           |                    |

Le conseil municipal était composé de onze membres dont le maire et deux adjoints.

## Démographie
En 2021, la commune comptait 383 habitants. Depuis 2004, les enquêtes de recensement dans les communes de moins de 10 000 habitants ont lieu tous les cinq ans (en 2006, 2011, 2016, etc. pour Vessey) et les chiffres de population municipale légale des autres années sont des estimations.
| 1793 | 1800 | 1806  | 1821  | 1831  | 1836  | 1841  | 1846  | 1851  |
| ---- | ---- | ----- | ----- | ----- | ----- | ----- | ----- | ----- |
| 976  | 873  | 1 117 | 1 100 | 1 003 | 1 052 | 1 083 | 1 128 | 1 164 |

| 1856  | 1861  | 1866  | 1872 | 1876 | 1881 | 1886 | 1891 | 1896 |
| ----- | ----- | ----- | ---- | ---- | ---- | ---- | ---- | ---- |
| 1 117 | 1 081 | 1 073 | 976  | 971  | 885  | 846  | 856  | 800  |

| 1901 | 1906 | 1911 | 1921 | 1926 | 1931 | 1936 | 1946 | 1954 |
| ---- | ---- | ---- | ---- | ---- | ---- | ---- | ---- | ---- |
| 791  | 752  | 763  | 625  | 642  | 627  | 613  | 633  | 649  |

| 1962 | 1968 | 1975 | 1982 | 1990 | 1999 | 2006 | 2011 | 2016 |
| ---- | ---- | ---- | ---- | ---- | ---- | ---- | ---- | ---- |
| 592  | 523  | 486  | 466  | 408  | 397  | 393  | 418  | 396  |

| 2019 | - | - | - | - | - | - | - | - |
| ---- | - | - | - | - | - | - | - | - |
| 384  | - | - | - | - | - | - | - | - |

## Administration religieuse
Culte catholique : Vessey relève du diocèse de Coutances-et-Avranches. Avant 1801 la paroisse relevait de l'ancien diocèse d'Avranches puis de l'éphémère diocèse de la Manche.
L'ancienne paroisse catholique de Vessey, qui était à l'origine de la commune actuelle, a été supprimée en 1995. Vessey relève désormais de la nouvelle paroisse de Pontorson. L'église Saint-Vincent reste toutefois église paroissiale, au même titre que les autres églises des anciennes paroisses.

## Lieux et monuments

### Église Saint-Vincent
D'origine romane, l'église Saint-Vincent des XIe, XVIe – XVIIe siècles présente une architecture en opus spicatum, remontant sans doute au XIe siècle. Elle est ornée d'un portail ajouté à la Renaissance. Le clocher est daté de 1611. Il comprend quatre cloches dont un bourdon de taille exceptionnelle pour la petitesse de la commune. L'église est aujourd'hui en mauvais état. D'importants travaux de réhabilitation du clocher sont en cours[Quand ?].
L'édifice abrite un ensemble de calices et patènes et un aigle lutrin du XVIe, classés au titre objet aux monuments historiques, ainsi qu'un maître-autel du XVIIIe, une statue de saint Vincent du XVIIIe. Des reliques de saint Vincent sont exposées sur l'ancien autel.

### Chapelle
La chapelle du prieuré de Ballant abrite le moulage d'une statue d'une Vierge à l'Enfant assise du XIIe siècle, dite Notre-Dame de Bonsecours, objet d'un pèlerinage. L'original classé au titre objet aux monuments historiques se trouve à l'abbaye du Mont-Saint-Michel dont dépendait le prieuré.

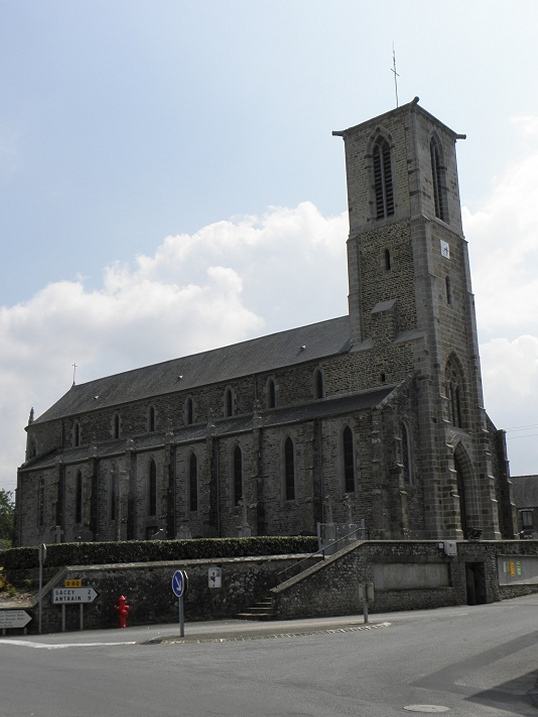
L'église Saint-Vincent.
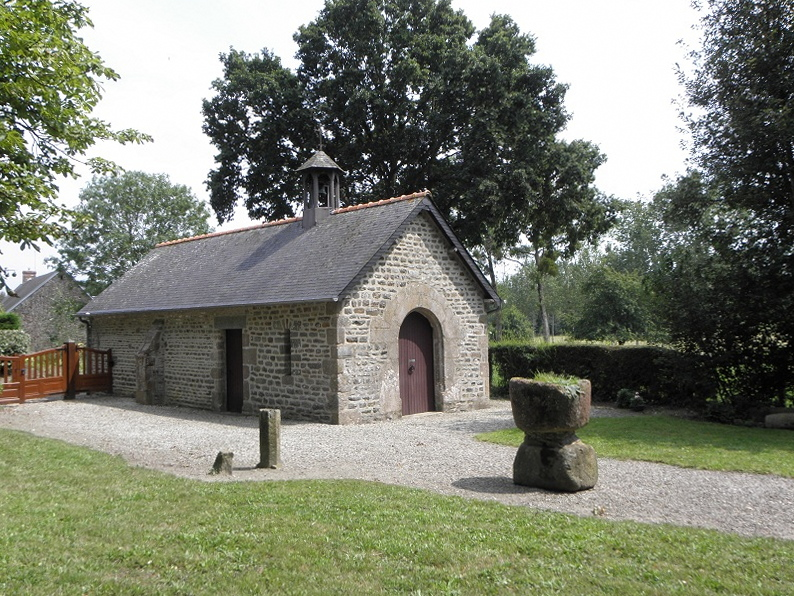
La chapelle de Ballant.
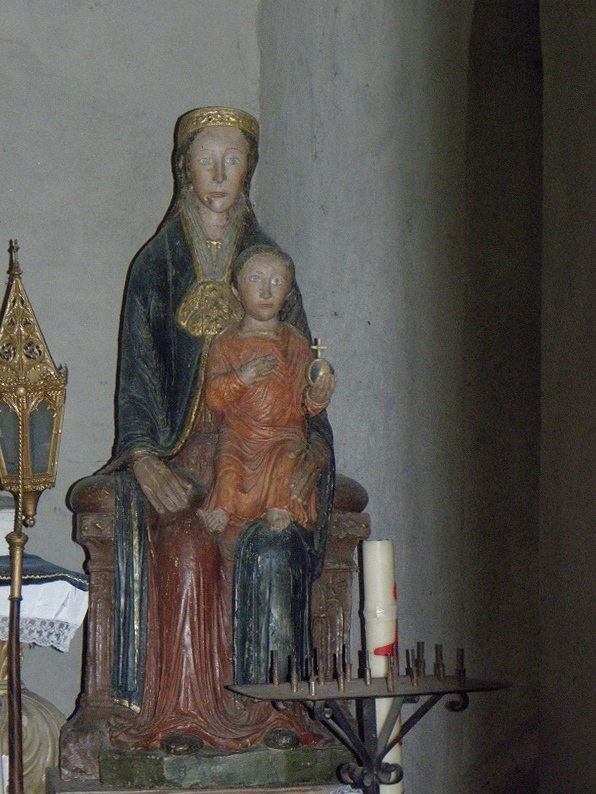
Notre-Dame de Bonsecours.

### Manoir
Le prieuré de Ballant, cité dans un cartulaire du Mont-Saint-Michel du XIe siècle (Baleent), fut l'une des principales dépendances de l'abbaye du Mont-Saint-Michel.

### Petit patrimoine
Neuf croix de chemin du XIXe siècle sont disséminées sur le territoire communal et la croix de cimetière date du XIXe siècle.

## Activité et manifestations

### Sports
L'Association sportive vesséenne fait évoluer une équipe de football en division de district.

### Manifestations
- Fête communale le dimanche qui précède l'Ascension.
- Fête patronale le 22 janvier.

## Personnalités liées à la commune
- Bertram de Verdun, compagnon de Guillaume le Conquérant, pourrait être originaire du lieu-dit Verdun à Vessey.
- François de Péricard († 1639), fut scolastique et curé de Vessey avant  d'être évêque d'Avranches (1588-1639).